# Technologiefrühaufklärung
Die Technologiefrühaufklärung (englisch: Technology Intelligence) umfasst die Aktivitäten der Beschaffung, der Analyse und der Kommunikation relevanter Informationen über technologische Trends zur Unterstützung von Technologieentscheidungen von Unternehmen und allgemeiner Unternehmensentscheidungen.
In Zeiten immer kürzer werdender Innovationsabfolgen in Produkt- und Prozesstechnologie spielen Reaktionsweise und -dauer im Rahmen des sich wandelnden technologischen Umfelds eine zunehmend entscheidende Rolle. Zudem macht eine steigende Komplexität der Technologieentwicklung, die sich in einer zunehmenden Querbefruchtung sich voneinander losgelöst entwickelnder Technologiebereiche äußert und eine Verfolgung einzelner Trends erschwert, ein strukturiertes und systematisches Vorgehen im Bereich Technologiefrühaufklärung immer wichtiger.
Die Fähigkeit eines Unternehmens, Wettbewerbsvorteile durch eigene „Technology Intelligence“-Fähigkeiten zu erringen ist hierbei zur Überlebensvoraussetzung geworden, da die Qualität von Managemententscheidungen maßgeblich von der Information abhängt, auf der sie basiert.
Knut Drachsler vom Fraunhofer-Institut für Produktionstechnik und Automatisierung (IPA) in Stuttgart empfiehlt eine Vorgehensweise in folgenden Phasen bzw. Prozessabschnitten:
- Informationsbedarfsermittlung
- Informationsbeschaffung
- Informationsbewertung
- Einbindung in die Organisation (Maßnahmenableitung und Anbindung an Strategie- und Entwicklungsprozesse)
- Kommunikation im Unternehmen

Ziel der Informationsbedarfsermittlung ist es, die Suche nach Informationen zu beschränken, um Informationsüberflutung zu vermeiden und den Aufwand bei der Informationsbeschaffung zu begrenzen. Es werden sowohl bekannte Technologien, die sich innerhalb und außerhalb des Unternehmens befinden betrachtet als auch Felder, die außerhalb der technologischen und nicht-technologischen Kompetenzen des Unternehmens liegen.
Zur Informationsbeschaffung können verschiedene Informationsquellen wie Bibliotheken, Patentdatenbanken, Internet, F&E-Kostenanalysen, Delphi-Befragung, Expertenbefragungen allgemein, Pattern-Analysen etc. genutzt werden. Für eine Anwendung in Unternehmen sind diese vor allem im Hinblick auf den Zeitbedarf und den Aufwand für Recherchen zu bewerten und zu selektieren.
Bei der Informationsbewertung lassen sich durch die Nutzung von Analogieverfahren oder S-Kurven-Analysen allgemeingültige Kriterien ableiten. Zur Priorisierung der Themenfelder im Rahmen der Informationsbewertung können Ansätze der Moderationstechnik mit den Methoden kombiniert werden.
Die Einbindung in die Organisation kann von der Formulierung einzelner Maßnahmen bis hin zu grundlegenden Veränderungen in Aufbau- und Ablauforganisation gehen.
Als Abschluss der Technology Intelligence - Aktivitäten ist ein unternehmensinterner Informations- und Kommunikations-Workshop empfehlenswert.